# Calocalanus elegans
Espèce
Calocalanus elegans est une espèce de crustacés copépodes de l'ordre des Calanoida et de la famille des Paracalanidae.

## Distribution
- Canaries[2],[3]
- Eaux sub-antarctiques[2],[4]
- Océan Indien[2],[3]
- Mer adriatique : Centre et Sud[4]
- Mer Méditerranée[2],[3]
- Mer Rouge[2],[3]

### Publication originale
(en) A. A. Shmeleva, « New species of the planktonic copepods from the Adriatic Sea », Bulletin de l'Institut Océanographique, Monaco, vol. 65,‎ 1965, p. 1-15